# Якоб Кун
Якоб Кун (нім. Jakob Kuhn), також відомий як Кобі Кун (нім. Köbi Kuhn, нар. 12 жовтня 1943, Цюрих — пом. 26 листопада 2019) — швейцарський футболіст, що грав на позиції півзахисника. По завершенні ігрової кар'єри — тренер.

## Клубна кар'єра
У дорослому футболі дебютував 1960 року виступами за команду клубу «Цюрих», кольори якої і захищав вісімнадцять років.
Завершив футбольну кар'єру в іншому швейцарському гранді — клубі «Грассгоппер», за який виступав в 1977—1979 роках.

## Виступи за збірну
1962 року дебютував в офіційних матчах у складі національної збірної Швейцарії.
У складі збірної був учасником чемпіонату світу 1966 року в Англії, зігравши в одному матчі на турнірі.
Протягом кар'єри у національній команді, яка тривала 15 років, провів у формі головної команди країни 64 матчі, забивши 5 голів.

## Кар'єра тренера
Розпочав тренерську кар'єру, повернувшись до футболу після невеликої перерви, 1983 року, очоливши тренерський штаб «Цюриха», де пропрацював один рік, після чого тренував молодіжну команду.
У 1995—2001 роках очолював молодіжну збірну Швейцарії.

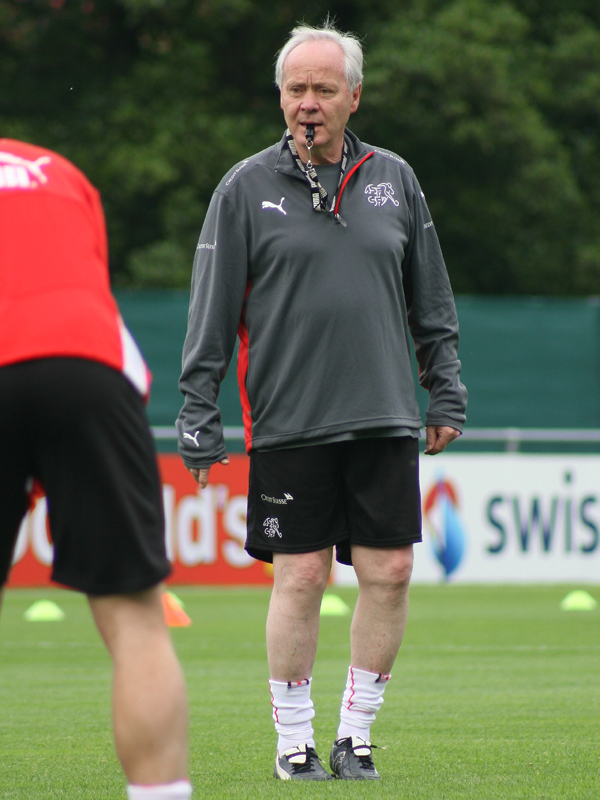
Якоб Кун на тренуванні збірної на домашньому Євро-2008

Після відносно успішного керівництва молодіжними збірними Швейцарії він отримав пропозицію очолити головну команду Швейцарії. Призначення Куна на пост тренера замість аргентинця Енцо Троссеро відбулося в червні 2001 року, коли стало ясно, що відбіркова кампанія до ЧС-2002 у швейцарців зазнала краху. Спочатку Куна сприймали виключно як фігуру, що прийшла в збірну на час, до укладання контракту з більш іменитим фахівцем. Однак, протягом наступного року у грі команди намітилися явні позитивні тенденції. Куну вдалося інтегрувати в команду ним же вихованих гравців молодіжної збірної, виконавши таким чином зміну поколінь. Крім того восени 2003 року, після поразки від Росії (1:4) Кобі відрахував зі збірної ветеранів Стефана Шапюїза та Стефана Аншо за, на його думку, недостатню самовіддачу. Щопаравда, вже незабаром ветерани команди були повернуті до збірної.
Кваліфікаційний турнір до чемпіонату Європи 2004 року збірна Швейцарії завершила на першому місці у групі, випередивши команди Росії й Ірландії. Однак на фінальному турнірі в Португалії швейцарцям підтвердити свій клас не вдалося: після нульової нічиєї з Хорватією вона зазнала поразки від Англії (0:3) та Франції (1:3) і покинула турнір. Єдиний швейцарський гол на чемпіонаті забив 18-річний Йохан Фонлантен, який став наймолодшим бомбардиром в історії європейської першості.
Кваліфікацію до чемпіонату світу 2006 року Швейцарія закінчила на другому місці в групі, пропустивши вперед Францію, і мала змагатися за вихід до фінальної частини чемпіонату в стикових матчах проти Туреччини, бронзового призера попереднього чемпіонату. Після домашньої перемоги 2:0 в Берні швейцарці програли у Стамбулі 2:4, але завдяки голам, забитим на виїзді здобули перевагу и потрапили на чемпіонат. Стикові матчі проходили у вкрай напруженій атмосфері, яка по закінченні матчу у Стамбулі вилилася у неподобну бійку між гравцями, тренерами і поліцією; кілька швейцарців були сильно побиті, а Стефан Гріхтінг на десять днів потрапив до лікарні. Багато турецьких гравців, а також один швейцарець — Бенджамін Гуггель — були оштрафовані на значні суми і дискваліфіковані на кілька ігор;
У фінальному розіграші чемпіонату світу 2006 у Німеччині збірна Швейцарії зіграла внічию 0:0 із Францією, перемогла команди Південної Кореї (2:0) і Того (також 2:0) і, посівши перше місце у групі, потрапила до ⅛ фіналу. Основний і додатковий час матчу ⅛ фіналу проти збірної України закінчився нульовою нічиєю; але в серії післяматчевих пенальті швейцарці не зуміли забити жодного голу і програли з остаточним рахунком 0:3. Збірна Швейцарія стала єдиною командою на чемпіонатах світу, яка вибула зі змагань, не пропустивши жодного голу у грі. Також вона є єдиною командою, що не забила жодного голу в серії післяматчевих пенальті.
У січні 2007 року збірна Швейцарії під керівництвом Куна встановила власний рекорд, піднявшись в рейтингу ФІФА на 17 місце. У ході підготовки команди до домашнього чемпіонату Європи 2008 Кун спробував випробувати максимальну кількість гравців, давши по можливості дорогу молодим та перспективним гравцям. Проте у фінальній частині змагань, де команда Куна грала в одній групі зі збірними Чехії, Португалії і Туреччини, швейцарці зайняли останнє місце в групі.
Після закінчення турніру він передав свої повноваження наставнику «Баварії» Оттмару Хітцфельду.

## Титули і досягнення

### Командні
- Чемпіон Швейцарії (6):

«Цюрих»: 1963, 1966, 1968, 1974, 1975, 1976
- Володар Кубка Швейцарії (5):

«Цюрих»: 1965-66, 1969-70, 1971-72, 1972-73, 1975-76

### Особисті
- Футболіст року в Швейцарії: 1976;
- Тренер року Швейцарії: 2005, 2006.